# Eva Fundin
Eva Margareta Fundin (født 1777, død 1800 i Göteborg) var en svensk skuespiller.
Fundin betragtedes som Göteborgs primadonna og en af de førende svenske skuespillere i provinsen i slutningen af 1700-tallet.
Hun var engageret hos Johan Anton Lindqvist i Comediehuset i sæsonen 1795-96, og blev siden engageret til mange hovedroller ved teateret i de følgende år. Hun spillede både tragedie og komedie og var dansede også. Fundin var en populær kunstner i Göteborg, hvor andre skuespillere i flere år efter hendes død blev sammenlignet (ufavorabelt) med hende.
Blandt hendes roller bemærkes blandt andet Carolina i Den ädle Stråtröfwaren eller Wänskapen och Troheten, hvor hun af en kritiker kaldtes teaterets eneste skuespillerinde; Eugenie i Klosteroffren af Monvel; og Louise i Flickorna eller Vänskapen på prof.
Hun døde "af feber" efter at træk i teateret i vintersæsonen 1799-1800 havde givet hende en forkølelse. Hun var ikke gift men efterlod en søn, Otto Mauritz, født 1797. Teaterkritikeren Arvid Hummel sagde om hende: "Mamsell Fundin, som var den bästa vi någonsin egt, ganska vacker, och som i »Nina» ganska nära liknade mamsell Säfström, och i flera andra roller närmade sig till mamsell Fredrika Löf, förenande en lycklig komisk talang med den sannaste känsla i tragedien och dansen."
Ved hendes begravelse sang Johan Erik Brooman